# Pymble
Pymble är en ort i Australien. Den ligger i kommunen City of Sydney och delstaten New South Wales, i den sydöstra delen av landet, omkring 14 kilometer nordväst om delstatshuvudstaden Sydney.
Runt Pymble är det mycket tätbefolkat, med 1 463 invånare per kvadratkilometer.. Närmaste större samhälle är Sydney, omkring 14 kilometer sydost om Pymble. 
Runt Pymble är det i huvudsak tätbebyggt. Genomsnittlig årsnederbörd är 1 380 millimeter. Den regnigaste månaden är februari, med i genomsnitt 200 mm nederbörd, och den torraste är juli, med 36 mm nederbörd.